# Berezivka (Khàrkiv)
|  | Per a altres significats, vegeu «Berezovka». |

Berezivka (en ucraïnès Березівка) és una vila de la província de Khàrkiv, Ucraïna. El 2021 tenia 1.581 habitants.